# Eparchia di Galič

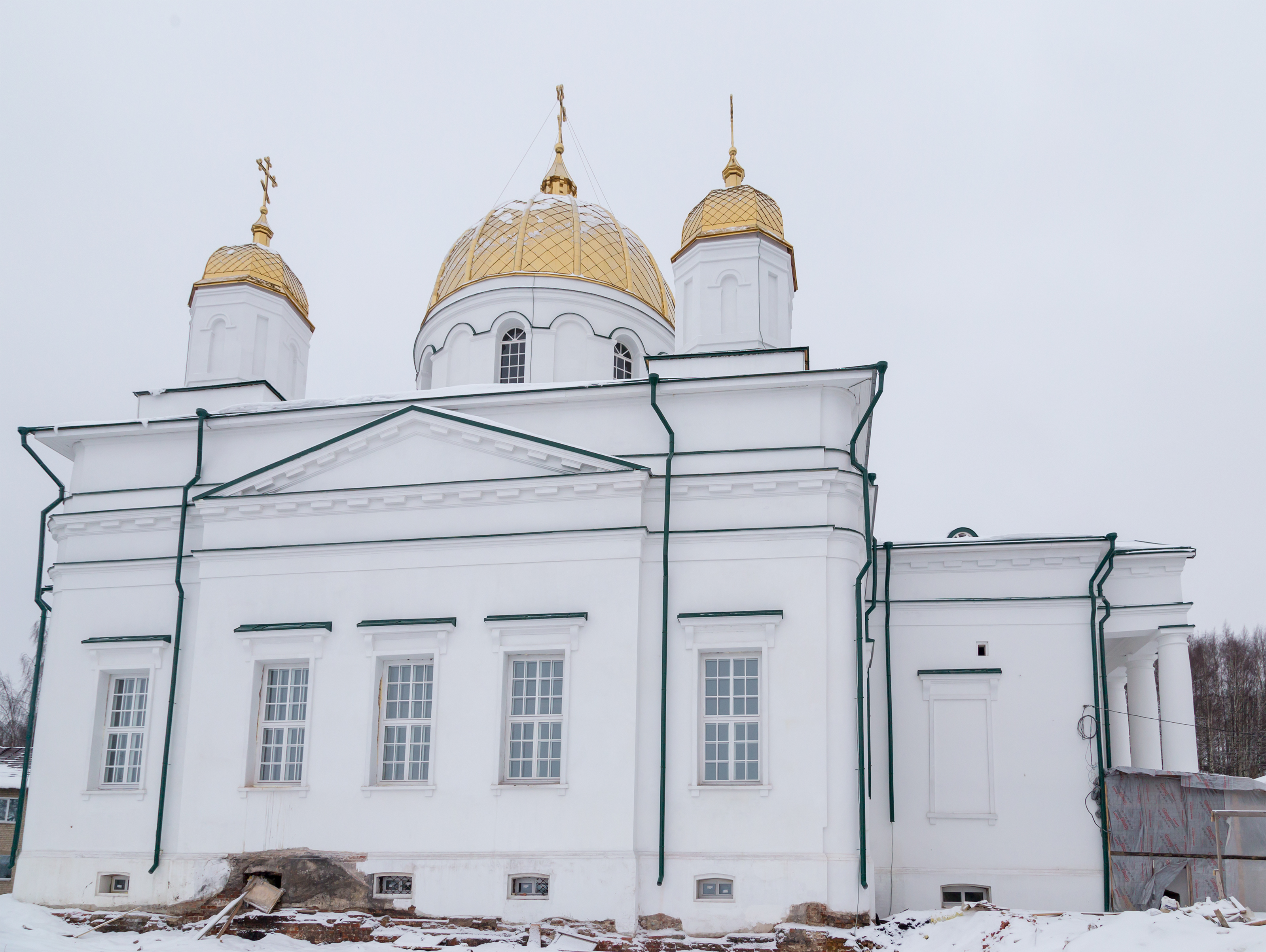
La cattedrale della Trinità di Galič.

L'eparchia di Galič (in russo Галичская епархия?) è una diocesi della Chiesa ortodossa russa, appartenente alla metropolia di Kostroma.

## Territorio
L'eparchia comprende i rajon Antropovskij, Čuchlomskij, Galičskij, Kadyjskij, Kologrivskij, Makar'evskij, Manturovskij, Meževskoj, Nejskij, Oktjabr'skij, Ostrovskij, Pavinskij, Parfen'evskij, Ponazyrevskij, Pyščugskij, Šar'inskij, Soligaličskij e Vochomskij nell'oblast' di Kostroma nel circondario federale centrale.
Sede eparchiale è la città di Galič, dove si trova la cattedrale della Trinità.
L'eparca ha il titolo ufficiale di «eparca di Galič e Makar'ev».

## Storia
L'eparchia è stata eretta dal Santo Sinodo della Chiesa ortodossa russa il 27 dicembre 2016 ricavandone il territorio dall'eparchia di Kostroma.